# Flaesheim
Flaesheim is een dorp in de Duitse gemeente Haltern am See, deelstaat Noordrijn-Westfalen, en telt 1.918 inwoners (december 2019).
Flaesheim is het enige Stadtteil van Haltern am See, dat bezuiden de Lippe en het Wesel-Dattelnkanaal (WDK) ligt. Ter hoogte van Flaesheim ligt een sluis in dit kanaal, en 2 km verder oostwaarts een grote jachthaven met camping en aangrenzend meertje (deels recreatieplas, deels zandafgraving).

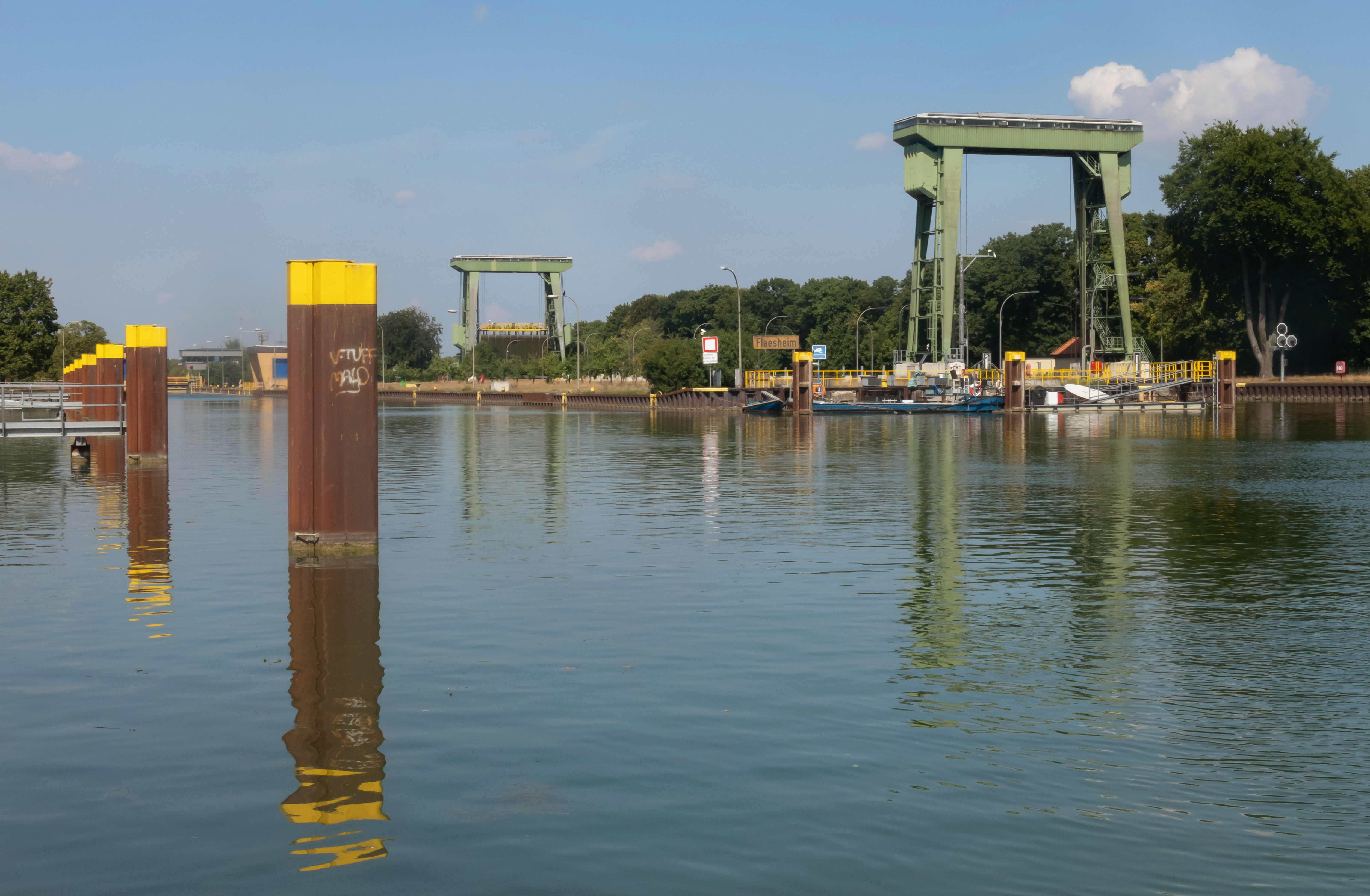
Sluis in het WDK bij Flaesheim
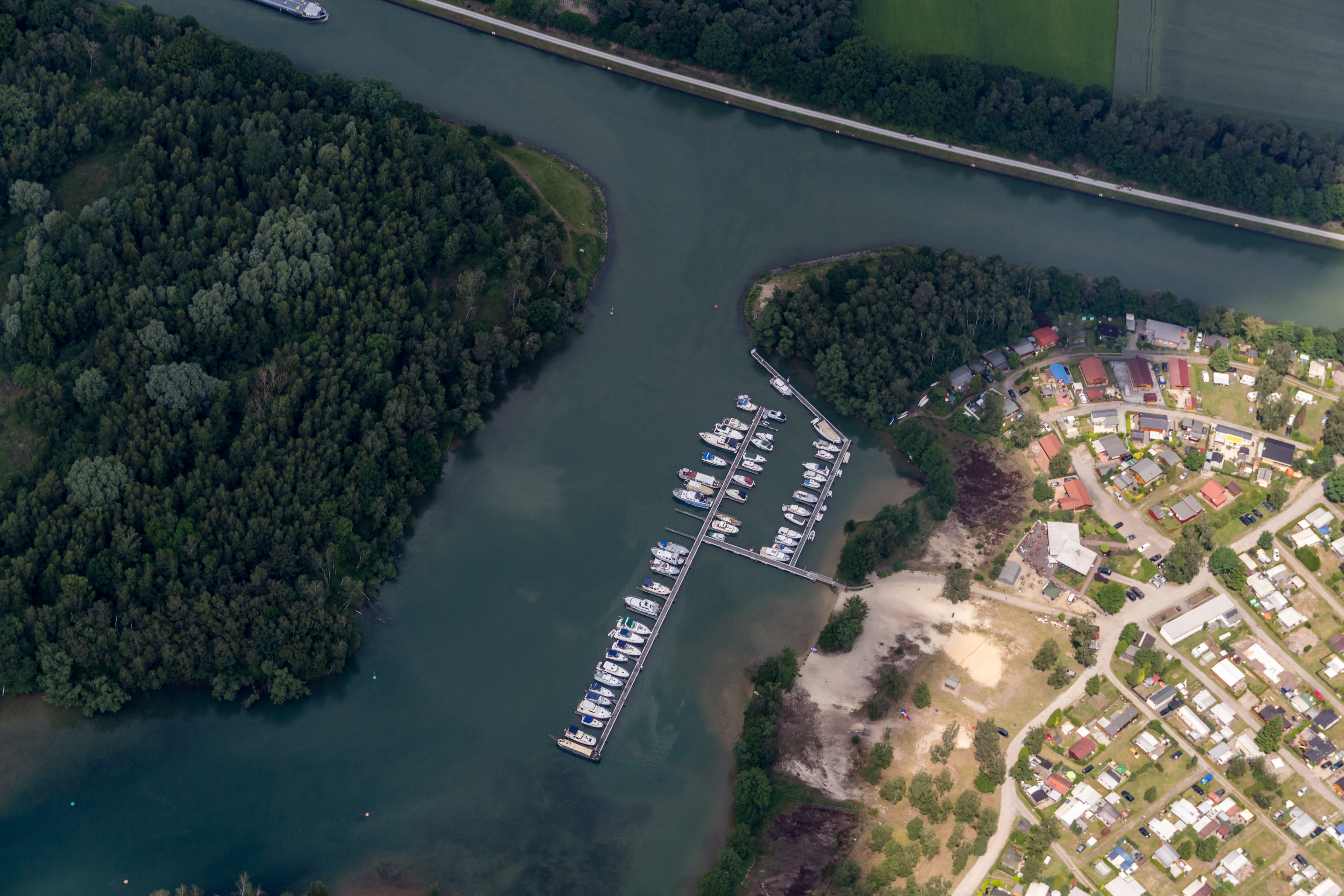
Jachthaven Marina Flaesheim met camping
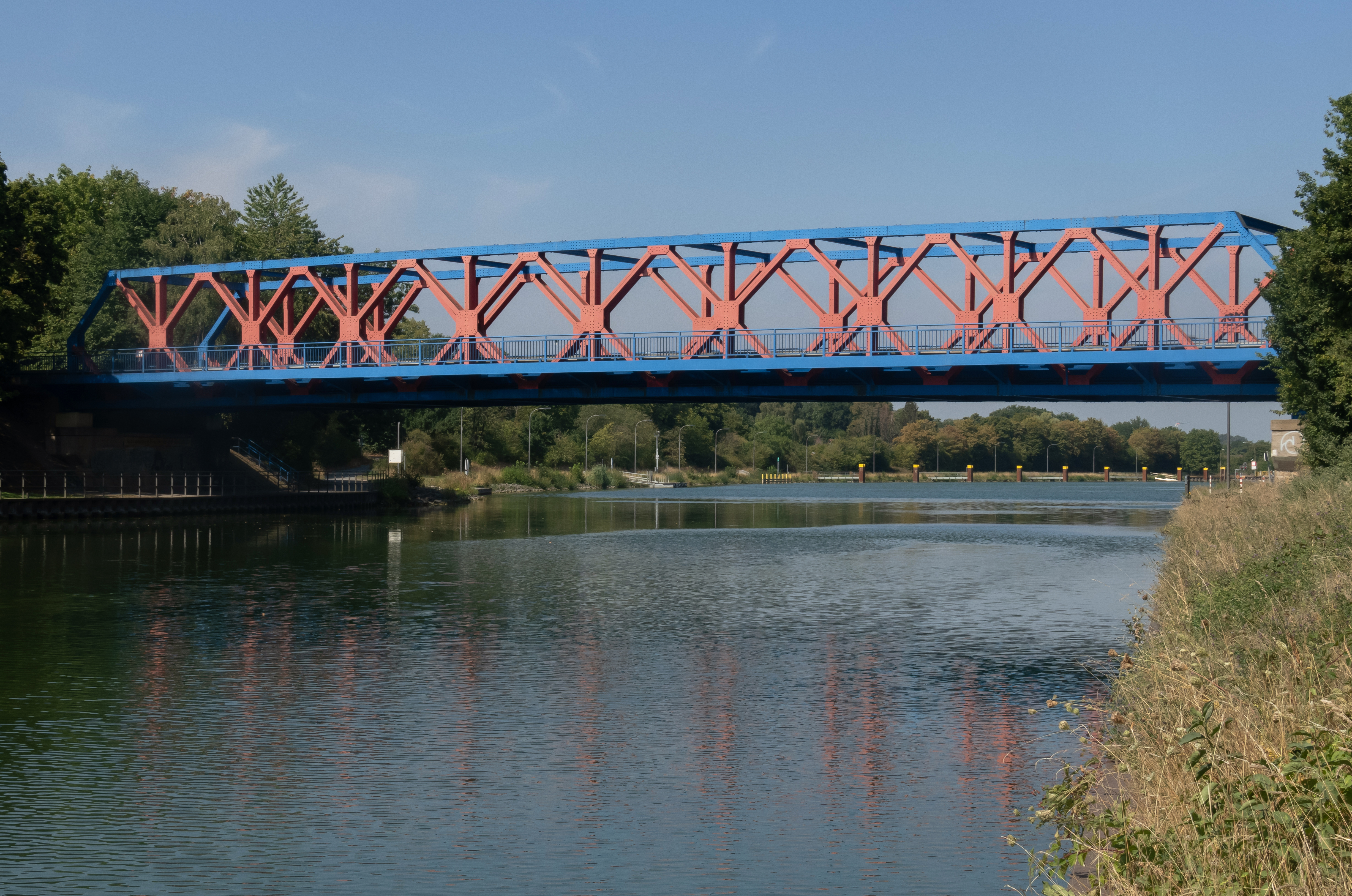
Brug bij Flaesheimer Strasse over het Wesel-Dattelnkanal

Het dorp Flaesheim hoort hierdoor geografisch eigenlijk, in tegenstelling tot de rest van Haltern, bij het Ruhrgebied.
Graaf Otto I van Ravensberg stichtte in 1166 een klooster en in 1170 de bijbehorende kerk, waarvan de toren nog bestaat. Het klooster kwam in 1240 onder gezag van het Prinsbisdom Münster. Het klooster werd in de 16e eeuw een adellijk vrouwensticht. In 1790 brandden de kloostergebouwen af en werden niet herbouwd; de stichtskerk werd uiteindelijk de parochiekerk van het dorp. Voor wie de kans krijgt, haar te bezichtigen, is deze kerk van binnen zeer interessant. Het grotendeels van voor 1800 daterende interieur is fraai en kunsthistorisch niet onbelangrijk.
Flaesheim ligt aan de noordkant van de fraai beboste en voor wandelaars aantrekkelijke heuvelrug Die Haard, die grotendeels tot de zuidelijke buurgemeente Oer-Erkenschwick behoort. Oostelijker aan het WDK liggen Ahsen, gemeente Datteln en twee km noordelijk daarvan de kleine dierentuin met kinderpretpark Gut Eversum, op het gebied van de gemeente Olfen. Flaesheim heeft een bushalte aan de buslijn Datteln-Haltern.
Door het bovenstaande is Flaesheim een voor toeristen aantrekkelijk dorp.